# Allium cernuum
Allium cernuum là một loài thực vật có hoa trong họ Amaryllidaceae. Loài này được Roth mô tả khoa học đầu tiên năm 1798.

## Hình ảnh

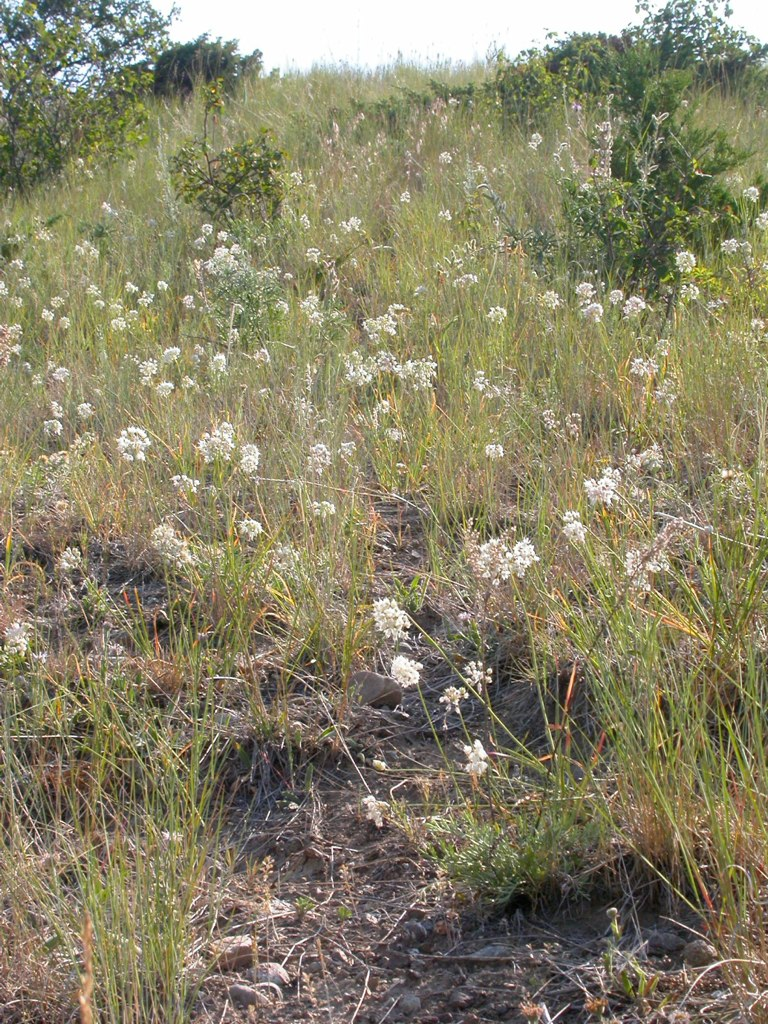
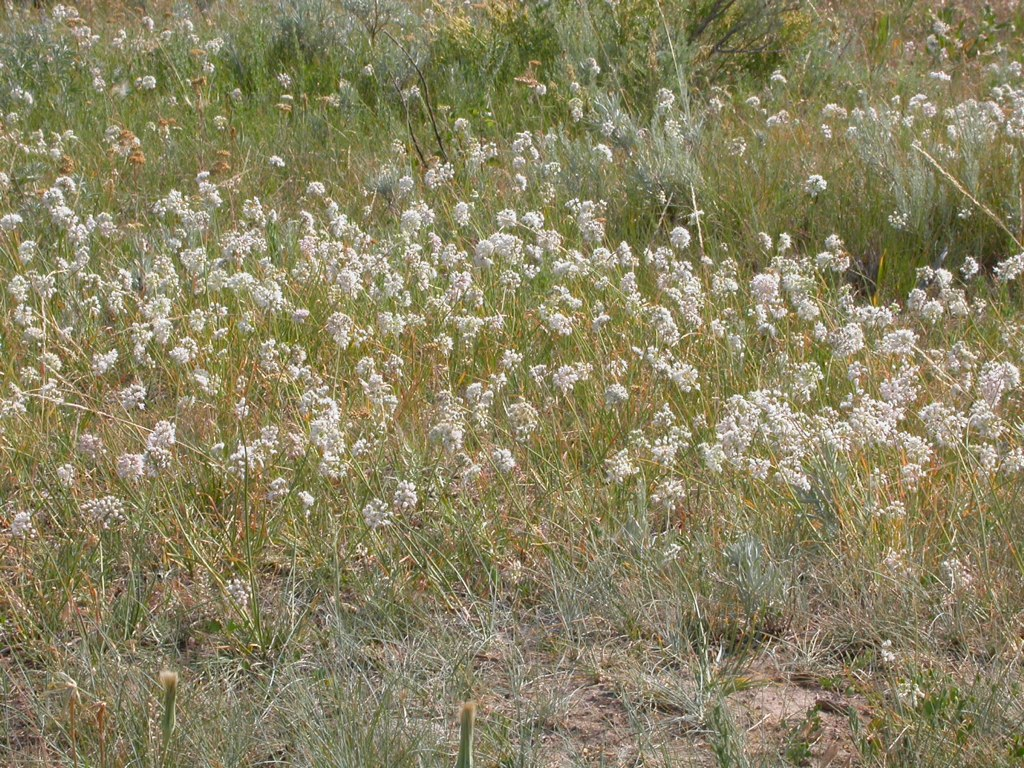
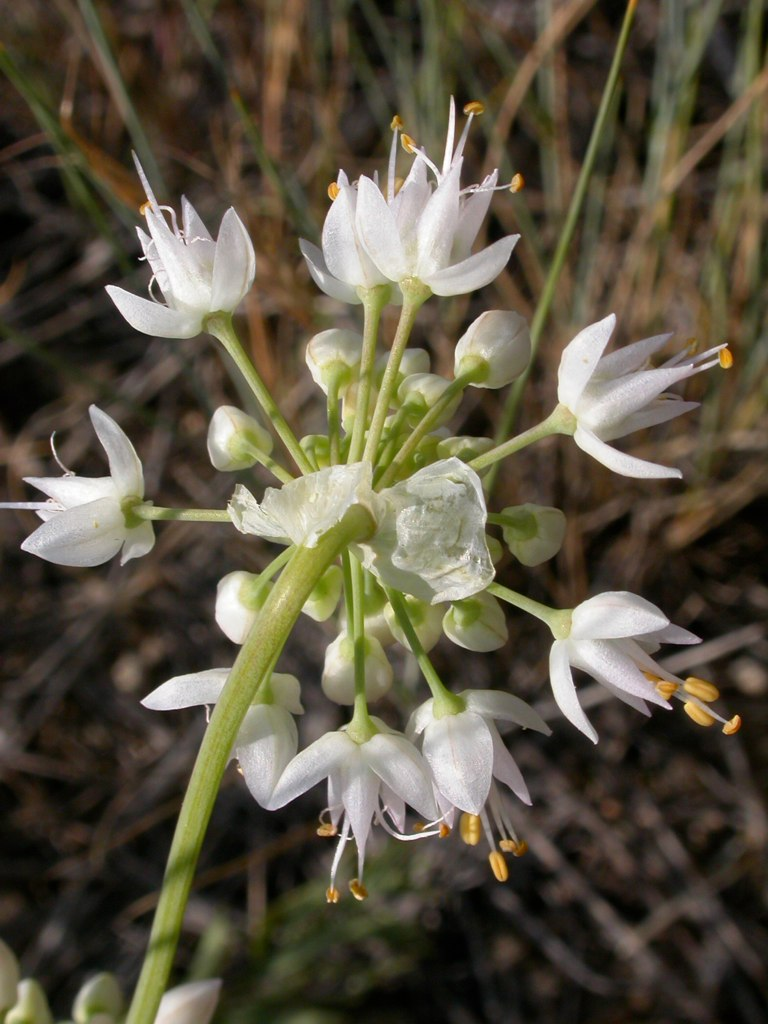
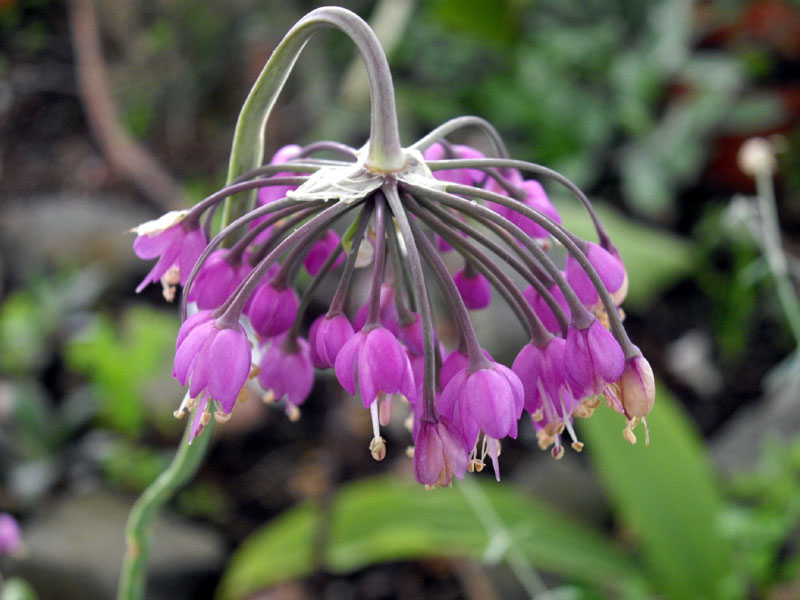